# Apotomis turbidana
Apotomis turbidana es una especie de polilla del género Apotomis, tribu Olethreutini, familia Tortricidae. Fue descrita científicamente por Hübner en 1825.
La envergadura es de unos 19–23 milímetros. Se distribuye por Europa.